# Dieter Kratzsch
Dieter Kratzsch (* 2. Juni 1939 in Crimmitschau; † 25. Februar 2024) war ein deutscher Eishockeyspieler. Er stand zwischen 1959 und 1968 in 109 Spielen für die Eishockeynationalmannschaft der DDR auf dem Eis. Über 13 Jahre spielte er in der DDR-Oberliga, zuerst für den SC Wismut Karl-Marx-Stadt, später für den ASK Vorwärts Crimmitschau. Er ist Mitglied der deutschen Hockey Hall of Fame.

## Karriere
Kratzsch spielte ab 1957/58 für den SC Wismut Karl-Marx-Stadt in der Oberliga. 1962 wechselte er in seine Geburtsstadt zum ASK Vorwärts Crimmitschau, dem er fortan treu blieb.
1959 hatte Kratzsch seine ersten Einsätze in der DDR-Nationalmannschaft. Mit dieser nahm er an fünf Weltmeisterschaften sowie den Olympischen Spielen 1968 teil. In seinen 109 Spielen in der Nationalmannschaft erzielte er 20 Tore und 6 Assists.
1990 wurde Kratzsch Trainer der ersten Mannschaft des neu gegründeten ETC Crimmitschau. In der Saison 1991/92 gewann diese überraschend die Meisterschaft der Bayernliga. Anschließend war Kratzsch bis 2009 als Nachwuchstrainer des ETC tätig.